# Kupievate, Hlobîne
Kupievate (în ucraineană Куп'євате) este localitatea de reședință a comunei Kupievate din raionul Hlobîne, regiunea Poltava, Ucraina.

## Demografie
Componența lingvistică a localității Kupievate
     Ucraineană (98,82%)
     Rusă (1,18%)
Conform recensământului din 2001, majoritatea populației localității Kupievate era vorbitoare de ucraineană (98,82%), existând în minoritate și vorbitori de rusă (1,18%).